# Ignace Bossuyt
Ignace Bossuyt (Waregem, 1947) was gewoon hoogleraar musicologie aan de Katholieke Universiteit Leuven. Na zijn emeritaat bleef hij aan de faculteit verbonden met bijzondere opdrachten.

## Leven en werk
Bossuyt studeerde klassieke filologie, kunstgeschiedenis en musicologie aan de Katholieke Universiteit Leuven, waar hij in 1978 doctoreerde op een onderwerp uit de Nederlandse renaissancepolyfonie. Hij bouwde zijn loopbaan volledig uit aan de afdeling Musicologie van de K.U.Leuven. Hij was gastdocent aan de École Normale Supérieure in Parijs en aan de universiteiten van Utrecht, Urbino en Bristol. Tijdens het eerste semester van het academiejaar 2004-2005 was hij titularis van de "Erasmus Lectureship" aan Harvard University, Cambridge-Boston.
Zijn wetenschappelijk onderzoek spitst zich vooral toe op de Vlaamse polyfonie uit de Renaissance. Hij is medeoprichter van de Alamire Foundation, Internationaal Centrum voor de studie van de muziek in de Lage Landen, een centrum dat betrokken is bij talrijke projecten in verband met inventarisering, ontsluiting en studie van muziekarchieven. Bossuyt schreef verschillende monografieën over componisten, onder wie Vivaldi, Mozart en Bach.

## Publicaties
- Antonio Vivaldi (1678-1714) en het concerto. een inleiding tot actief luisten naar muziek, met muziekvoorbeelden. Universitaire Pers Leuven. 1988. ISBN 90-6186-299X
- W. A. Mozart (1756-1791) en het pianoconcerto. actief luisteren naar muziek. deel 2. met muziekvoorbeelden. Universitaire Pers Leuven. 1989. ISBN 90-6186350-3
- Muziekgeschiedenis (4 delen). Leuven: Acco, 1990. ISBN 90-3342293-X, ISBN 90-3342358-8, ISBN 90-3342088-0, ISBN 90-3342089-9
- Heinrich Schütz (1585-1672) en de Historia, actief luistern naar muziek, deel 3, met partituren, Universitaire Pers Leuven, 1991, ISBN 906186 483 6.
- Het (Noord)Nederlandse lied uit de 17de eeuw "in kaart gebracht". In: Ons Erfdeel, 1992. nr 1, pp. 135–136
- De Vlaamse polyfonie. Leuven: Davidsfonds, 1994. 174 pp. ISBN 90-6152843-7
- Joseph Haydn (1732 - 1809) - Die Tageszeiten. Leuven: Davidsfonds, 1995. 81 pp. ISBN 90-6152912-3
- De Guillaume Dufay à Roland de Lassus - Les très riches heures de la polyphonie franco-flamande. S.l.: Editions du Cerf, France, 1996. 176 pp. ISBN 2204055557
- Die Kunst der Polyphonie. Brussel: Schott, 1997, 175 pp.
- Renaissancepolyfonie uit de Nederlanden op CD, Ons Erfdeel, 1999. nr 1, pp. 123–125
- Joseph Haydn - Symfonieën Nr. 47, 48 & 49. Leuven: Davidsfonds, 2000. 73 p. ISBN 90-5826091-7
- De Missæ breves [BWV 233-236] van Johann Sebastian Bach. Peer : Alamire, 2000. 90 pp. ISBN 90-6853-145-X
- Het Weihnachts-Oratorium (BWV 248) van Johann Sebastian Bach. Leuven: Universitaire Pers Leuven, 2002. 179 pp. ISBN 90-5867242-5
- Felix Mendelssohn Bartholdy 1809-1847. Leuven: Davidsfonds, 2003. 61 pp. ISBN 90-5826251-0
- Luigi Boccherini. Leuven: Davidsfonds, 2003, ISBN 90-5826201-4
- De Goldbergvariaties van J.S. Bach, 2011, 80 pp. ISBN 9789058678614
- Jean-Philippe Rameau (1683-1764) : een kennismaking. Leuven : Lipsius Leuven, 2013. 252 p. ISBN 9789058679529
- De oratoria van Alessandro Scarlatti (1660-1725), 2015, 150 pp. ISBN 9789462700390
- De dood in cantates van J.S. Bach, 2015 144 pp. ISBN 9789462700109